# La Razón Española
La Razón Española fue un periódico editado en la ciudad española de Madrid entre 1863 y 1866, durante el reinado de Isabel II.

## Historia
Editado en Madrid y de circulación diaria, se imprimió en primer lugar en la imprenta de Fornat, al final lo terminaría haciendo en una propia. Su primer número aparecería el 5 de noviembre de 1863, con cuatro páginas, y el último del 20 de marzo de 1866, al día siguiente anunció su suspensión por medio de una hoja. Periódico político de la Unión Liberal, fue dirigido por Federico de Sawa. También fueron directores Ángel Villalobos y Salvador López Guijarro. Formaron parte de la redacción Isidoro Fernández Flórez, Emilio de Irigoyen, Fernando León y Castillo, José de Villalobos y Juan Antonio Viedma.